# Matelassê
Matelassê: tecido jacquard ou maquinetado, onde os motivos são em alto-relevo (tipo "cloquê"), o efeito é obtido com 2 rolos (tecido "doublé étoffé") e o enchimento com uma trama especial grossa, fiada com pouca torção, em geral de algodão, lã cardada, ou fibrane. Ela flutua no meio dos 2 tecidos. Chama-se também jacquard acolchoado. Nome também utilizado para qualquer tecido acolchoado do tipo cobertor acolchoado, liseuse, peignoir, blusões, etc.